# Carmina y amén
Carmina y amén és una pel·lícula espanyola escrita i dirigida per Paco León, protagonitzada per Carmina Barrios, María León, Paco Casaus i Yolanda Ramos. Es va estrenar a Espanya el 30 d'abril de 2014. És la seqüela de Carmina o revienta (2012), opera prima del director i, igual que la primera part, centra el seu protagonisme en la mare i la germana de Paco León.

## Argument
Després de la inesperada defunció del seu espòs, Carmina (Carmina Barrios) aconsegueix convèncer a la seva filla María (María León) per a mantenir en silenci el succés fins que transcorrin almenys dos dies i poder així cobrar una paga extraordinària del difunt. Amagat el cadàver, faran tot el possible perquè la situació no sigui descoberta per ningú en la popular barriada sevillana en la qual resideixen.

## Repartiment principal
- Carmina Barrios és Carmina.
- María León és María.
- Paco Casaus és Antonio.
- Yolanda Ramos és Yoli.

## Premis
| Any  | Premi                    | Categoria                    | Nominat/a                | Resultat   |
| ---- | ------------------------ | ---------------------------- | ------------------------ | ---------- |
| 2014 | Festival de Màlaga       | Millor actriu de repartiment | Yolanda Ramos            | Guanyadora |
| 2014 | Festival de Màlaga       | Millor guió                  | Paco León                | Guanyador  |
| 2014 | Premis Goya              | Millor actriu revelació      | Yolanda Ramos            | Nominada   |
| 2014 | II Premis Feroz          | Millor comèdia               |                          | Guanyadora |
| 2014 | II Premis Feroz          | Millor direcció              | Paco León                | Nominat    |
| 2014 | II Premis Feroz          | Millor actriu protagonista   | Carmina Barrios          | Nominada   |
| 2014 | II Premis Feroz          | Millor actriu de repartiment | María León Yolanda Ramos | Nominades  |
| 2014 | II Premis Feroz          | Millor cartell               |                          | Nominada   |
| 2014 | II Premis Feroz          | Millor tràiler               |                          | Nominada   |
| 2014 | Toulouse Cinespaña       | Premi de l'Audiència         | Paco León                | Guanyador  |
| 2014 | Medalles del CEC de 2014 | Millor actriu secundària     | María León               | Nominada   |
| 2014 | Medalles del CEC de 2014 | Millor actriu revelació      | Yolanda Ramos            | Nominada   |